# Statua di Giovanni Baldesio
La statua di Giovanni Baldesio è una statua di epoca medievale di Cremona, in origine dipinta, collocata sul fianco destro del Duomo, accanto al Torrazzo.

## Storia e descrizione
La statua raffigura un personaggio leggendario della città vissuto nel Medioevo che stringe nella mano destra una palla. Soprannominato in lingua lombarda Zanén de la Bàla, osò sfidare a duello Enrico IV di Franconia, figlio dell'imperatore Enrico III, per liberare Cremona da una tassa annuale consistente in una palla d'oro di cinque chili. Giovanni vinse la sfida: la città fu esentata dall'onere e divenne libero comune.
Questa impresa eroica venne immortalata nello stemma cittadino, associato alla scritta fortitudo mea in brachio, la mia forza sta nel braccio.
La statua venne trovata nel 1417 durante alcuni lavori nella cattedrale e associata allo storico personaggio.